# Wir pamięci
Wir pamięci – powieść z nurtu fantastyki socjologicznej autorstwa Edmunda Wnuka-Lipińskiego, wydana po raz pierwszy w 1979 roku. Stanowi debiut powieściopisarski tego autora i zarazem pierwszą część trylogii Trylogii Apostezjonu, opowiadającej o totalitarnym, wyspiarskim państwie o takiej właśnie nazwie, rządzonym wspólnie przez technokratów z owianego tajemnicą Zespołu Ekspertów oraz wszechwładne służby specjalne. 

## Wydania
Pierwszym wydawcą książki była spółdzielnia Czytelnik. W 1988 jej wznowienie wydała Krajowa Agencja Wydawnicza. W roku 2000 wydawnictwo SuperNowa zebrało w jednym tomie wszystkie trzy części Apostezjonu, a więc również wyróżniony Nagrodą im. Zajdla Rozpad połowiczny oraz Mord założycielski, zarazem przywracając tekstom ich oryginalną formę, pozbawioną charakteryzujących poprzednie wydania ingerencji cenzury. Wszystkie trzy części trylogii ukazały się również w postaci audiobooków, czytanych przez Krzysztofa Grębskiego. 

## Opis fabuły
Albert Wardenson jest członkiem działającego w ścisłej tajemnicy Zespołu Ekspertów, stanowiącego najwyższy organ Apostezjonu. Od kilku miesięcy jest w szczęśliwym związku, co stanowi zupełną nowość w jego samotniczym dotąd życiu. Samodzielne, odważne myślenie Wardensona zostaje jednak uznane za zagrażające państwu. Prezydium Zespołu oraz służby specjalne postanawiają potraktować go inaczej niż wcześniejsze, podobne przypadki. Zamiast przymusowej "resocjalizacji" zostaje poddany operacji zmiany osobowości według nowatorskiej metody. Po zabiegu budzi się jako Ira Dogow, skromny kurier, który zachował ciało Alberta, ale mentalnie powinien być zupełnie nowym człowiekiem, o sztucznie wykreowanych wspomnieniach itp. W pierwszych tygodniach nowego życia ma pozostawać pod dyskretną opieką służb specjalnych. Tymczasem grupa wytrawnych przestępców otrzymuje od anonimowego, lecz bardzo zamożnego i dobrze poinformowanego Sponsora, zlecenie porwania Wardensona / Dogowa, dziewczyny Wardensona oraz lekarza, który przeprowadził na nim zabieg. Rozpoczyna się pojedynek bezpieki i ludzi z półświatka. 

## Odbiór i analiza
Andrzej Niewiadowski pisze, że powieść ma nośność problemową tak dużą, że obywa się bez sensacyjnego szafażu przygód, w czym kontynuuje przesłanie takich utworów, jak: Rok 1984 George’a Orwella, Pianola Kurta Vonneguta i Love Among the Ruins Evelyna Waugha. Maciej Parowski ocenia, że Wnuk-Lipiński w książce „odgrzał na nowo nośny schemat o bohaterze, który szuka prawdy o sobie samym”, a przy okazji „o podzielonym społeczeństwie, o mechanizmach jego działania”. Ale powieść odróżnia od schematu konstrukcja fabularna, która na tle innych utworów fantastycznonaukowych jest „pomysłem pionierskim i płodnym mitologicznie”. Dodatkowo krytyk ocenia, że książka jest „bliska współczesności w sferze języka, scenografii, obyczaju”.
Antoni Smuszkiewicz pisze, że powieść zapoczątkowała w polskiej literaturze s-f nurt political fiction. Również Maciej Parowski określa ją jako pierwszą w „nowej fali SF”.
Robert Klementowski pisze, że autor pierwotnie umieścił akcję powieści w Warszawie, a bohaterowie mieli nosić polskie nazwiska, jednak cenzura wymusiła na nim zmianę miejsca na nieokreślony Neverland i anonimowe obcojęzyczne nazwiska. Autor za to nadał znaczącą nazwę miejscu akcji – Apostezjon to z greki „Miejsce upośledzone” (stgr. apostasia – odszczepienie, upośledzenie).